# كأس ملك البحرين 2016
كأس ملك البحرين لكرة القدم 2016 هي النسخة الحادية والستون من بطولة كأس ملك البحرين. شاركت جميع الأندية التسعة عشر في الدرجة الأولى والثانية. الحد هو حامل لقب النسخة السابقة. توج المحرق بطلا للمسابقة للمرة الثانية والثلاثين في تاريخه بعدما تغلب على الرفاع 3-1.

## الدور التمهيدي
| الشباب                                 | 1-2     | مدينة عيسى      |
| -------------------------------------- | ------- | --------------- |
| سيد إبراهيم علوي 79' · محمد جميل 90+1' | التقرير | حمد الرميحي 12' |

| الاتحاد                             | 0-2     | التضامن |
| ----------------------------------- | ------- | ------- |
| محمد جواد 51' · مهدي عبد الجبار 72' | التقرير |         |

| قلالي | 0-1     | الاتفاق |
| ----- | ------- | ------- |
|       | التقرير |         |

## الدور الثمن النهائي
| المالكية                                                                                                | 0-9     | قلالي |
| --- | ------- | ----- |
| علي السيد عيسى 15'، 28'، 53'، 66' · رضا السيد عيسى 24'، 55' · محمد درويش 38' · جاسم محمد 42' · سيدو 45' | التقرير |       |

| الحد                       | 0-3     | سترة |
| -------------------------- | ------- | ---- |
| محمد الرميحي 52'، 60'، 74' | التقرير |      |

| المنامة        | 1-1 (ب.و.إ.) | الرفاع الشرقي          |
| -------------- | ------------ | ---------------------- |
| علاء حبيل 105' | التقرير      | ملادين يوفانتشيتش 109' |

| النجمة                                     | 1-2     | البديع         |
| ------------------------------------------ | ------- | -------------- |
| أحمد عبد الرسول 59' · عبد الرحمن يوسف 103' | التقرير | سموأل السر 64' |

| البحرين                | 0-1     | البسيتين |
| ---------------------- | ------- | -------- |
| تياغو 120' (ضربة جزاء) | التقرير |          |

| الأهلي                                        | 1-4     | الحالة          |
| --------------------------------------------- | ------- | --------------- |
| دييغو 11'، 16' · كلايتون 38' · ضياء سلمان 83' | التقرير | روميو توريس 60' |

| المحرق                                                                                           | 0-5     | الشباب |
| ------------------------------------------------------------------------------------------------ | ------- | ------ |
| فليبينهو 24' · إسماعيل عبد اللطيف 47'، 56' (ضربة جزاء) · عبد الله عبدو 54' · أدمير تشاتوفيتش 89' | التقرير |        |

| الرفاع                                                                 | 0-4     | الاتحاد |
| ---------------------------------------------------------------------- | ------- | ------- |
| عيسى غالب 11' · كميل الأسود 69' · عبد الله الزايد 76' · محمد الطيب 83' | التقرير |         |

## الدور الربع النهائي
| الأهلي | 0-0 (ب.و.إ.) | المالكية |
| ------ | ------------ | -------- |
|        | التقرير      |          |

| المحرق                                                                                         | 2-6     | المنامة                               |
| ---------------------------------------------------------------------------------------------- | ------- | ------------------------------------- |
| إسماعيل عبد اللطيف 25' · صالح عبد الحميد 36' · كانو 45'، 68' · فليبينهو 55' (ضربة جزاء)، 90+2' | التقرير | محمود عبد الرحمن 34' (ضربة جزاء)، 42' |

| الرفاع                                         | 0-2     | الحد |
| ---------------------------------------------- | ------- | ---- |
| محمد الطيب 57' · سيد محمد عدنان 64' (هدف عكسي) | التقرير |      |

| النجمة                                | 1-3     | البحرين     |
| ------------------------------------- | ------- | ----------- |
| علي الدوسري 53' · سعد العامر 77'، 83' | التقرير | تياغو 90+4' |

## الدور النصف النهائي
| المحرق | 1-6     | النجمة                         |
| --- | ------- | ------------------------------ |
| إسماعيل عبد اللطيف 49' · عبد الله عبدو 52'، 70' · إبراهيم المشخص 58' · أدمير تشاتوفيتش 79' · شاروخ غادوييف 89' | التقرير | صالح عبد الحميد 80' (هدف عكسي) |

| الرفاع                            | 1-2     | الأهلي    |
| --------------------------------- | ------- | --------- |
| محمود المواس 4' · أحمد الدوني 64' | التقرير | دييغو 28' |

## المباراة النهائية
| المحرق                                             | 1-3     | الرفاع           |
| -------------------------------------------------- | ------- | ---------------- |
| عبد الله عبدو 24' · علي جمال 89' · جمال راشد 90+3' | التقرير | محمود المواس 37' |